# オストロボスニア室内管弦楽団
オストロボスニア室内管弦楽団（芬: Keski-Pohjanmaan Kamariorkesteri、英: Ostrobothnian Chamber Orchestra）は、フィンランド・コッコラに本拠地を置く弦楽アンサンブルである。

## 概要
1972年にユハ・カンガスにより国内の音楽学生を集めた学生オーケストラとして設立され、1989年プロ・オーケストラになった。2013年から2019年までサカリ・オラモが芸術監督、カンガスは名誉指揮者となった。2019年からマリン・ブロマンが芸術監督を務める。

国内でのコンサートを中心に、世界ツアーも積極的に行われている。レパートリーはバロックから現代音楽までと幅広く、現代フィンランド音楽の演奏にも力を入れている。初演作品は150を超える。
主なレコーディングはカンガス指揮で、スティーヴン・イッサーリス独奏でボッケリーニのチェロ協奏曲集や、シベリウスの弦楽合奏曲集、モニカ・グロープ独唱でバッハのアルト・カンタータ集などがある。
1993年に「NOMUS（北欧音楽委員会）賞」を受賞。